# Cariddi Nardulli
Cariddi McKinnon Nardulli (* 11. November 1970 in Boston, Massachusetts, USA) ist eine italienische Schauspielerin und Produktionsassistentin.

## Leben
Cariddi Nardulli ist italo-kanadischer Abstammung. Ihre Mutter ist die kanadische Fotografin Sheila McKinnon. Ihr Bruder war der 1991 im Alter von 17 Jahren tödlich verunglückte italienische Kinderstar Itaco Nardulli. Bereits mit 10 Jahren stand sie erstmals in dem italienischen Film Il lupo e l’agnello vor der Kamera. International bekannt wurde Cariddi Nardulli in ihrer Rolle als Paola Cattani, die Tochter des von Michele Placido verkörperten Kommissars Corrado Cattani in den ersten zwei Staffeln der italienischen Krimireihe Allein gegen die Mafia (La piovra). Danach trat sie schauspielerisch nicht mehr in Erscheinung. Cariddi Nardulli arbeitete als Produktionsassistentin in einer Vielzahl auch in Deutschland bekannter Filme mit. Die deutsche Stimme von Cariddi Nardulli stammt von Synchronsprecherin Natascha Rybakowski.

## Filmografie
Schauspielerin
- 1980: Der Kuckuck (Il lupo e l’agnello)
- 1980: Leinen los – Wir saufen ab (Mi faccio la barca)
- 1982: Anna, Ciro & Co.
- 1983: Im Wendekreis des Kreuzes (The Scarlet and the Black) (Fernsehfilm)
- 1984: Allein gegen die Mafia (La piovra) (Fernsehserie)
- 2000: Crouching Tiger, Hidden Dragon (Stimme)
- 2007: Una volta ogni tanto (Kurzfilm, Stimme)
- 2009: Europa, storia di un successo (Stimme)
- 2011: Zen

Produktionsassistentin (Auswahl)
- 1992: Inside the Vatican
- 1996: The Fountain of Death
- 2002: Gangs of New York
- 2003: My House in Umbria (Fernsehfilm)
- 2004: Die Passion Christi (The Passion of the Christ)
- 2004: Die Tiefseetaucher (The Life Aquatic with Steve Zissou)
- 2004: Ocean’s 12 (Ocean’s Twelve)
- 2005: Mr. & Mrs. Smith
- 2005: Rom (Fernsehserie)
- 2006: Mission: Impossible III
- 2006: Es begab sich aber zu der Zeit… (The Nativity Story)
- 2007: Next
- 2007: Mothers (als Produktionsleiterin)
- 2008: Forbidden Childhood (als Produktionsleiterin)
- 2008: Jumper
- 2010: When in Rome – Fünf Männer sind vier zu viel (When in Rome)
- 2010: The American

Regie
- 2009: Green Man, Red Man (Kurzfilm)

### Theater
- 1991: Amadeus  Peter Schaffer, Regie: David Rodwin
- 1998: The Power and the Glory  Le Wilhelm, Regie: Greg Snegoff
- 1999: Red – She Cariddi Nardulli, Regie: Greg Snegoff
- 1999: Dentity Crisis – Crisi d'identità  Christopher Durang, nur Regie
- 2008: Low Pay? Don't Pay!  Dario Fo – Margherita
- 2010: Staminalia: a Dream and a Trial Valeria Patera, Regie Valeria Patera